# Адмансхаген-Баргесхаген
Адмансхаген-Баргесхаген (њем. Admannshagen-Bargeshagen) општина је у њемачкој савезној држави Мекленбург-Западна Померанија. Једно је од 59 општинских средишта округа Бад Доберан. Према процјени из 2010. у општини је живјело 2.847 становника. Посједује регионалну шифру (AGS) 13051001.

## Географија
Адмансхаген-Баргесхаген се налази у савезној држави Мекленбург-Западна Померанија у округу Бад Доберан. Општина се налази на надморској висини од 10 метара. Површина општине износи 15,7 km².

## Становништво
У самом мјесту је, према процјени из 2010. године, живјело 2.847 становника. Просјечна густина становништва износи 182 становника/km².